# Carl Bonhoff
Georg Albrecht Carl Bonhoff, modernisiert Karl Bonhoff, (* 3. Oktober 1865 in Königshof bei Hannoversch Münden, Königreich Hannover; † 20. August 1937 in Elende an der Hainleite im preußischen Regierungsbezirk Erfurt) war ein deutscher evangelisch-reformierter Theologe und Freimaurer.

## Leben
Bonhoff war das Kind des 1809 in Hannover geborenen Arztes Heinrich Bonhoff, der 1854 das Gut Königshof bei Hannoversch Münden erwarb und es zu einer Kaltwasser- und Naturheilanstalt umwandelte. Er ging aus der Ehe seines Vaters mit Theodora Hedwig von Haynau, Tochter von Eduard von Haynau, hervor. Der spätere Sanitätsoffizier und Hygieniker Heinrich Bonhoff war sein um ein Jahr älterer Bruder.
Nach dem Besuch des Gymnasiums in Kassel studierte Carl Bonhoff Theologie an den Universitäten Leipzig, Berlin, Marburg und Jena. Danach war er Erzieher der Prinzen zu Wied in Neuwied am Rhein. Im Anschluss wurde er Pfarrer der Reformierten Gemeinde zu Leipzig.
Im Jahre 1908 schied er im Alter von 43 Jahren im Zusammenhang mit dem Disput um das Konfirmationsgelübde freiwillig aus dem Dienst. Nach Ende des Ersten Weltkrieges übernahm er erneut das Pfarramt der reformierten Kirche in Leipzig. Er war in Leipzig im Pfarrhaus am Trödlinring 7 zu erreichen und gehörte der Leipziger Freimaurerloge Fichte zur deutschen Treue an. Publizistisch engagierte er sich gegen die antifreimaurerischen Angriffe Erich Ludendorffs.
Bonnhoff verstarb nach langer Krankheit, die Einäscherungsfeier war am 23. August 1937 in Nordhausen.

## Schriften (Auswahl)
- Das Hohelied der Liebe. Sechs Predigten. Barth, Leipzig 1897.
- Jesus und seine Zeitgenossen (= Aus Natur und Geisteswelt, 89). B. G. Teubner, Leipzig 1906.
- Gestalten und Legenden, Religiöse Reden. Fritz Eckardt, Leipzig 1908.
- Der Tod und die Tödin. Roman. Fritz Eckardt, Leipzig 1909.
- Empor, mein Vaterland! Vier Kriegspredigten gehalten in der Evangelisch-reformierten Kirche zu Leipzig. 1915.
- Der Tempel des Freimaurertums. Leipzig 1920.
- Zum Gedächtnis Artur Seemanns. Worte, gesprochen an seinem Sarge am 5. Januar 1926. Leipzig 1926.
- Erich Ludendorffs zweiter, dritter und vierter „Vernichtungsstoß“ gegen die Freimaurerei. Eine Schlußabrechnung [Vortrag]. Verein deutscher Freimaurer, Leipzig 1928.
- Gott hat gesprochen. Predigt am 1. Weihnachtsfeiertag 1933. Leipzig 1933.